# Miami Marlins
Miami Marlins (voorheen Florida Marlins) is een Amerikaanse honkbalclub uit Miami, Florida. De club is opgericht in 1993.
De Marlins spelen hun wedstrijden in de Major League Baseball. Ze komen uit in de Eastern Division van de National League. Het stadion van de Marlins heet Marlins Park. Ze hebben de World Series twee keer gewonnen: in 1997 en 2003.
In 1996 en 1997 kwam de Nederlandse slagman en infielder Ralph Milliard uit voor de club. Van 2007 tot 2010 speelde de Nederlandse werper Rick van den Hurk voor de Marlins.
In 2012 werd de naam van het team veranderd naar Miami Marlins, aangezien de stad bijdraagt aan het nieuwe stadion.

## Erelijst
Van 1993 t/m 2011 als Florida Marlins, en van 2012 t/m heden als Miami Marlins.
- Winnaar World Series (2×): 1997, 2003
- Winnaar National League (2×): 1997, 2003
- Winnaar National League Wild Card (van 1994 t/m heden) (3×): 1997, 2003, 2020
- National League Wild Card Series (2020 en sinds 2022) (2×): 2020, 2023